# The Hollow Crown
 (avril 2022).
The Hollow Crown est une série de sept téléfilms britanniques produite par Sam Mendes pour la BBC Two et diffusée entre le 30 juin et le 21 juillet 2012 pour les quatre premiers et en 2016 pour les trois derniers. Il s'agit d'une adaptation des pièces historiques de William Shakespeare Richard II, Henri IV (1re partie et 2e partie), Henri V, Henri VI (1re partie et 2e partie) et Richard III.
La première saison de cette série a été diffusée en France le 1er juin 2017 sur la chaine Histoire. La seconde saison a été diffusée à compter du 5 octobre 2017 également sur la chaine Histoire. Dans les deux cas elle a été diffusée en version originale et sous-titrée en français. Elle reste inédite dans les autres pays francophones.
À partir de l'année 1399, à travers les règnes des rois Richard II, Henri IV et Henri V, la première saison évoque l'histoire, durant 16 ans, de l’Angleterre, de la Cour de Westminster jusqu’aux champs de bataille de France et d’Angleterre ; c'est la période de la guerre de Cent Ans. C'est une histoire de la monarchie anglaise avec ses jeux de pouvoir et de politique. Les rois, leurs familles et leurs proches sont menacés par la rébellion et le conflit.
La seconde saison, sous-titrée « The Wars of the Roses » (la guerre des Deux-Roses), fait référence à la période de l’histoire qui correspond à ces événements. Les nobles anglais continuent de se quereller à propos des guerres avec la France. Les nouvelles de la défaite des Anglais à Orléans parvient jusqu’au duc de Gloucester et des autres nobles. Après les funérailles d’Henri V, c’est son fils, le prince de Galles qui est proclamé roi sous le nom de Henri VI. Dix-sept ans plus tard, Henri est sur le trône alors que les rivalités à la cour perdurent et la défaite des Anglais à Rouen par Jeanne d'Arc met le feu aux poudres entre les deux maisons : la maison d'York et la maison de Lancastre.

## Distribution

### The Hollow Crown, saison 1

#### Richard II
- Ben Whishaw : Richard II
- Rory Kinnear : Bolingbroke
- David Suchet : le duc d'York
- James Purefoy :  le duc de Norfolk
- David Morrissey : le comte de Northumberland
- Patrick Stewart : Jean de Gand
- David Bradley : le jardinier
- Clémence Poésy : la reine Isabelle de Valois

Réalisation : Rupert Goold

#### Henry IV,1repartie
- Jeremy Irons : Henri IV
- Tom Hiddleston : le prince Hal
- David Dawson : Poins
- Simon Russell Beale : Falstaff
- Julie Walters : Maîtresse Quickly
- Alun Armstrong : le comte de Northumberland
- Joe Armstrong : le Hotspur
- Michelle Dockery : Kate Percy

Réalisation : Richard Eyre

#### Henry IV,2epartie
- Jeremy Irons : Henri IV
- Tom Hiddleston : le prince Hal
- David Dawson : Poins
- Simon Russell Beale : Falstaff
- Julie Walters : Maîtresse Quickly
- Alun Armstrong : le comte de Northumberland
- Michelle Dockery : Kate Percy

Réalisation : Richard Eyre

#### Henry V
- Tom Hiddleston : Henri V
- Richard Griffiths : le duc de Bourgogne
- Julie Walters : Maîtresse Quickly
- John Hurt : le chœur
- Lambert Wilson : le roi de France Charles VI
- Geraldine Chaplin : Alice
- Mélanie Thierry : la princesse Catherine de Valois
- Edward Akrout : le dauphin Louis
- Jérémie Covillault : Montjoie

Réalisation : Thea Sharrock

### The Hollow Crown,The Wars of the Roses- (saison 2)

#### Henry VI,1repartie
- Tom Sturridge : Henri VI
- Sophie Okonedo : la reine Marguerite d'Anjou
- Ben Miles : Edmond Beaufort
- Stanley Townsend (en) : Richard de Beauchamp, comte de Warwick
- Jason Watkins : William de la Pole, duc de Suffolk
- Michael Gambon : Edmond Mortimer
- Hugh Bonneville : Humphrey de Lancastre, duc de Gloucester
- Sally Hawkins : Éléonore Cobham, duchesse de Gloucester
- Laura Morgan : Jeanne d'Arc
- David Troughton : le duc d'Anjou, père de Marguerite
- Tom Byam Shaw : le dauphin Charles
- Anton Lesser : le duc d'Exeter
- Samuel West : l'évêque de Winchester

Réalisation : Dominic Cooke

#### Henry VI,2epartie
- Tom Sturridge : Henri VI
- Sophie Okonedo : la reine Marguerite d'Anjou
- Ben Miles : Edmond Beaufort
- Stanley Townsend (en) : Richard de Beauchamp, comte de Warwick
- Adrian Dunbar : Richard Plantagenêt, duc d'York
- Jason Watkins : William de la Pole, duc de Suffolk
- Anton Lesser : le duc d'Exeter
- Andrew Scott : le roi de France Louis XI
- Geoffrey StreatFeild : Édouard IV
- Keeley Hawes : la reine Élisabeth Woodville
- Benedict Cumberbatch : Richard, duc de Gloucester

Réalisation : Dominic Cooke

#### Richard III
- Tom Sturridge : Henri VI
- Sophie Okonedo : la reine Marguerite d'Anjou
- Anton Lesser : le duc d'Exeter
- Geoffrey StreatFeild : Édouard IV
- Keeley Hawes : la reine Élisabeth Woodville
- Benedict Cumberbatch : Richard III
- Judi Dench : Cécile Neville

Réalisation : Dominic Cooke

## Distinctions

### Récompenses
- Broadcasting Press Guild Awards 2013 : meilleur drame
- British Academy Television Awards 2013 :
  - meilleur acteur pour Ben Whishaw
  - meilleur acteur dans un second rôle pour Simon Russell Beale

### Nominations
- British Academy Television Awards 2013 : meilleur téléfilm dramatique